# Blindhajar
Blindhajar (Brachaelurus) är ett släkte av hajar. Brachaelurus är enda släktet i familjen Brachaeluridae.
Arterna stänger ögonlocken när de hamnar utanför vattnet vilket återspeglas i släktets svenska trivialnamn. Den maximala längden är 1,3 meter. Blindhajar kännetecknas av långa skäggtömmar och av ögon som ligger på huvudets framsida.
Blindhajar förekommer i grunda havsområden i sydvästra Stilla havet. De når ibland ett djup av 110 meter. Arterna äter mindre fiskar, kräftdjur och mjuka koralldjur. Honor föder levande ungar. De är i livmodern utrustade med en gulesäck.
Arter enligt Catalogue of Life:
- Brachaelurus colcloughi
- Brachaelurus waddi